# Lucas Michal
Lucas Michal (Bourg-la-Reine, 22 giugno 2005) è un calciatore francese, attaccante del Monaco.

## Carriera

### Club
È cresciuto nel settore giovanile del Monaco, con cui ha firmato il primo contratto professionistico il 23 maggio 2023. Ha debuttato in prima squadra il 19 maggio 2024 nell'incontro di Ligue 1 vinto 4-0 contro il Nantes.

### Nazionale
Ha giocato nelle nazionali giovanili francesi Under-17, Under-19 ed Under-20.

## Statistiche

### Presenze e reti nei club
Statistiche aggiornate all'1º febbraio 2025.
| Stagione        | Squadra         | Campionato      | Campionato | Campionato | Coppe nazionali | Coppe nazionali | Coppe nazionali | Coppe continentali | Coppe continentali | Coppe continentali | Altre coppe | Altre coppe | Altre coppe | Totale | Totale | Totale |
| Stagione        | Squadra         | Comp            | Pres       | Reti       | Comp            | Pres            | Reti            | Comp               | Pres               | Reti               | Comp        | Pres        | Reti        | Pres   | Reti   |        |
| --------------- | --------------- | --------------- | ---------- | ---------- | --------------- | --------------- | --------------- | ------------------ | ------------------ | ------------------ | ----------- | ----------- | ----------- | ------ | ------ | ------ |
| 2023-2024       | Monaco          | L1              | 1          | 0          | CF              | 1               | 0               | -                  | -                  | -                  | -           | -           | -           | 1      | 0      |        |
| 2024-2025       | Monaco          | L1              | 4          | 0          | CF              | 2               | 0               | UCL                | 2                  | 0                  | SF          | 0           | 0           | 8      | 0      |        |
| Totale carriera | Totale carriera | Totale carriera | 5          | 0          |                 | 2               | 0               |                    | 2                  | 0                  |             | 0           | 0           | 9      | 0      |        |